# Szerelem (film, 2012)
A Szerelem (eredeti cím: Amour) 2012-ben bemutatott francia–német–osztrák filmdráma Michael Haneke rendezésében. A film egy párizsi nyugdíjas zenetanár-házaspárról szól (akiket Jean-Louis Trintignant és Emmanuelle Riva alakít), akik szerelmét próbára teszi az élet, miután a feleség agyvérzést kap. A Szerelem forgatókönyvét Haneke írta, elmondása szerint saját családjában átélt élményei inspirálták. A film a francia Les Films du Losange, a német X-Filme Creative Pool és az osztrák Wega Film cégek közös produkciója.
2012. május 20-án mutatták be a 65. 2012-es Cannes-i nemzetközi filmfesztivál versenyprogramjában, elnyerte a fesztivál fődíját, az Arany Pálmát. Ezt követően számtalan nemzetközi díjat kapott, köztük a legjobb idegen nyelvű filmnek járó Oscar-díj és Golden Globe-díjat, két BAFTA-díjat és öt César-díjat.

## Cselekménye
|  | Alább a cselekmény részletei következnek! |

A tűzoltók feltörik egy városi bérház egyik lakásának ajtaját, miután a szomszédok már régóta nem látták az ott lakókat. A rendőrök egy szigetelőszalaggal körberagasztott ajtót találnak. Amikor azt kinyitják, egy idős asszony holttestére bukkannak, aki láthatóan már hosszabb ideje halott. A holttest az ágyon fekszik, szinte felravatalozva, ünneplőruhában, felvirágozva.
Visszaugorva az időben bemutatkoznak a nagypolgári ízlést sugalló, régi építésű, szárnyas ajtókkal, faborítással, zongorával berendezett lakás bérlői, az oly sok házasságban töltött év után is egymáshoz ragaszkodó pár, Georges és Anne. Mindketten művelt zenetanárok, a nyolcvanas éveikben járnak, Anne zongoratanárként dolgozott. Hatalmas könyvtáruk van.
Egy este Schubert-koncertre mennek, ahol Anne egy korábbi tanítványa, Alexandre játszik. Mindketten gratulálnak a művész sikeréhez és jó hangulatban térnek haza. Amikor hazaérnek, észreveszik, hogy valaki megpróbált betörni hozzájuk. Noha semmihez sem nyúltak hozzá, Anne egész éjjel nem tud aludni. Amikor a házaspár másnap reggel együtt reggelizik, Anne hirtelen katatóniás állapotba kerül és néhány percig némán bámul a semmibe. Georges segítséget akar hívni. De miközben öltözik, hangokat hall a konyhából – Anne időközben magához tért. Amikor Georges elmeséli neki, mi történt, semmire sem emlékszik. Ezzel megkezdődik Anne fokozatos testi és szellemi leépülése. Egy orvos a nyaki ütőér szűkületét állapítja meg nála. Agyvérzést kap és egy rosszul sikerült műtétet követően hazatér. Anne mostantól kerekesszékben ül, testének jobb oldala lebénult. Georges áldozatosan gondozza, segít neki öltözni, a mindennapi teendőkben és a gyógytornában. Később két ápolónőt is megpróbál felvenni, de mindkettőt elküldi, miután azok lélektelenül és rutinfeladatként kezelték Anne-t.
Georges az álmodozásba menekül, arra az időre emlékszik, amikor Anne a lakásban zongorázott. Ugyanakkor éjszaka rémálmot lát: egy kéz megpróbálja megfojtani. Az ideges és nagyon elfoglalt lányuk, Eva, aki családjával külföldön él, sürgeti Georges-t, hogy adja be Anne-t egy kórházba. Georges azonban nem akarja ezt és, ahogy azt megígérte, a haláláig kívánja ápolni feleségét saját lakásukban. A pár egyre jobban elszigetelődik mindentől és mindenkitől. Alexandre egy későbbi látogatása felzaklatja Anne-t, amikor a fiú szóba hozza az agyvérzését.
Egy napon Anne visszautasítja a Georges által neki ivócsészében felkínált vizet és azt Georges arcába köpi, mire Georges megpofozza. Ez a jelenet sokkolja Georges-t. Anne már csak arra képes, hogy a francia „mal“ ( „fáj“ vagy „rossz“) szót ismételgesse. Egy kis idővel később a lányuk, Eva bejelentés nélkül látogatóba érkezik. Az apa és lánya vitatkozni kezdenek. Az apa arra kéri, hogy ne avatkozzon bele az életébe. Megint egy kicsivel később Georges borotválkozás közben hallja, hogy felesége segítségért kiált. Odamegy, leül az ágyához és elmesél egy történetet gyerekkorából, amikor diftériában szenvedett. Hirtelen egy párnáért nyúl és azzal megfojtja Anne-t. Virágcsokrokat vásárol és feldíszíti velük halott felesége ágyát. Most már egyedül lévén a lakásban, bezárja az ablakokat és az ajtókat és beragasztja az ajtó nyílásait. Georges megfog egy galambot, amelyik véletlenül a lakásba tévedt, miután korábban egy másikat már elzavart. Leveleket ír, amelyeket elöl hagy. Egy utolsó hallucinációjában Georges látja a már meghalt feleségét, ahogy a mosogató mellett áll. Anne arra kéri, menjen ki vele. Georges erre veszi a kabátját és Anne után megy.
Ezután Evát látjuk, amint később szülei üres lakásában bolyong.
|  | Itt a vége a cselekmény részletezésének! |

## Szereplők
- Jean-Louis Trintignant: Georges
- Emmanuelle Riva: Anne
- Isabelle Huppert: Eva
- Alexandre Tharaud: Alexandre
- William Shimell: Geoff
- Ramón Agirre: A házfelügyelőnő férje
- Rita Blanco: Házfelügyelőnő
- Carole Franck: Ápolónő
- Dinara Drukarova: Ápolónő
- Laurent Capelluto: Rendőr
- Jean-Michel Monroc: Rendőr
- Suzanne Schmidt: Szomszéd
- Damien Jouillerot: Mentőorvos
- Walid Afkir: Mentőorvos

## A film készítésének története

### A film előzményei és Haneke előkészítő munkája

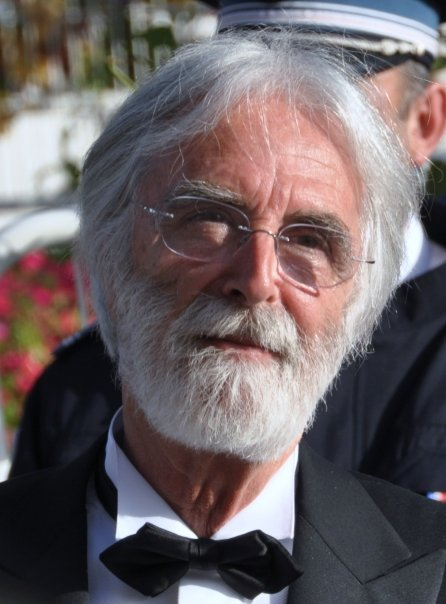
Michael Haneke Cannes-ban (2009)

Michael Haneke állítása szerint a film elsődleges indítéka a Jean-Louis Trintignant-nal való együttműködés, illetve a film alapanyaga volt. Haneke alapgondolatául 90 éves nagynénjének öngyilkossága szolgált, akinél nevelkedett. A nagynéni súlyos reumában szenvedett és utolsó éveiben saját lakásában élt, mivel nem akart idősek otthonába költözni. Még magát a rendezőt is megkérte – sikertelenül –, hogy segítse halálba. Haneke szerint a forgatókönyvének fő témája nem az öregedés és a halál, „hanem az a kérdés, hogy miként tudja kezelni egy ember egy szerettének a szenvedését “.
Hanekét már 1992 óta foglalkoztatta ez a téma. A forgatókönyv kidolgozása azonban félbeszakadt, mert leblokkolt. Haneke általában még az írás előtt kidolgozza a forgatókönyvet. A Szerelem esetében nem tudta eldönteni, mi lesz pontosan a történet vége. Azzal a reménnyel fogott hozzá az íráshoz, hogy munka közben ki fog alakulni, ám ez nem valósult meg. „Szörnyen szenvedtem a forgatókönyvvel és az volt a benyomásom, hogy nem igazán sikerült jól megragadni a témát.“, mondta Haneke. Ugyanekkor jutott a rendező tudomására, hogy egy svájci-kanadai kolléganője, Léa Pool La dernière fugue (2010) címmel egy hasonló történetet dolgozott fel, amelyben egy idős férfit ápol a felesége. Ezután abbahagyta a projektet és egy másikba kezdett bele. Csak ritkán tért vissza rá, míg végre megszűnt az írásgörcs és a forgatókönyvet saját elmondása szerint lendületesen be tudta fejezni. Haneke a forgatókönyvet személyesen Trintignant-nak szánta, miután már korábban is írt személyre szóló forgatókönyveket, így a Zongoratanárnőt (2001) Isabelle Huppert-nek, illetve a Rejtélyt Daniel Auteuil-nek. Haneke szeret így dolgozni, mivel ilyen módon „az adott színész egyedi előnyeire építve lehet írni és azokat különösen ki lehet dolgozni“.
Haneke el akarta kerülni, hogy társadalmi drámát írjon, ezért választott egy olyan polgári miliőt, mint korábbi filmjeiben is, amelyben jobban kiismeri magát. A történetet meg akarta szabadítani a pénzügyi és társadalmi szükségletektől, hogy csak a fontos emberi dráma maradjon. Ugyanakkor a filmet kamaradarabként képzelte el, amely szinte kizárólag a házaspár lakásában játszódik. „Amikor az ember megöregszik és beteg lesz, a világa fokozatosan beszűkül a saját négy fala közé; ezért választottam a helyszín és a cselekmény klasszikus egységét, mivel ebben bizonyos erő rejlik és ezt megfelelőnek találtam a halál tematikájához.“, mondta Haneke. A rendező el akarta kerülni egy kórház vagy a kezelések bemutatását, mert szerinte ez a fajta „rosszul értelmezett naturalizmus“ inkább tévéfilmekbe való. Az előkészítés során mégis felkeresett kórházakat és olyan nyelvtanfolyamokat, ahol betegeket tanítanak újra beszélni. Haneke elkerülte a szentimentális hatásokat, amelyekre saját bevallása szerint "allergiás". Számára az ilyenek „terhesek vagy kellemetlenek “.
A forgatókönyvet, mint korábbi idegen nyelvű filmjeinél is, németül írta, majd mondatról mondatra vette végig a szöveget fordítójával, akivel évek óta dolgozik együtt. „Annyira tudok franciául, hogy meg tudjam ítélni, hogy a fordítás pontosan kifejezi-e azt, amit mondani szeretnék, azért is, mivel a párbeszédeim mindig egy bizonyos miliőből származnak, amelyet a másik nyelvre kell átültetni, de nem vagyok abban a helyzetben, hogy magam írjak francia párbeszédet.“, mondta Haneke.

### A szereposztás
Haneke 2009 nyarán kezdett dolgozni a forgatókönyv véglegesítésén Jean-Louis Trintignant számára, akit mindig is csodált. A színész, aki a francia mozi egyik legnagyobb sztárjának számít, már évtizedekkel korábban több filmjével (például A halál csöndje, 1968) elragadtatta a rendezőt, mivel Haneke véleménye szerint ő nem eljátszotta, hanem csak érzékeltette a dolgokat. Trintignant ily módon megőrizte saját „titkát“ mint színész. („[…] már kezdettől fogva rabul ejtett a tekintete, az a nyugodt, határozott tekintet.“). Trintignant számára, aki a 2000-es évek közepére befejezte karrierjét és visszavonultan élt vidéki házában, Haneke ismeretlen volt, mivel már régóta nem járt filmbemutatókra sem. Eredetileg már nem akart több filmben dolgozni, és úgy vélte, hogy jobb színházi színésznek. Az első kapcsolatfelvétel Haneke producerén Margaret Ménégozon keresztül történt, amikor Trintignant elvállalta a Fehér szalag (2009) narrátorának szerepét, mivel nagyon megérintette őt. Amikor Trintignant megkapta Haneke felkérését a Szerelem férfi főszereplője, Georges szerepére, először elutasítóan válaszolt („Amikor először elolvastam a forgatókönyvet, nyomasztónak találtam. Megmondtam Hanekének, hogy nem csinálom meg a filmet. De örülök, hogy elolvastam a forgatókönyvet. Így legalább tudom, hogy ezt a filmet biztosan nem fogom megnézni.“). Később azonban Margaret Ménégoznak sikerült megváltoztatnia a véleményét. Azt válaszolta Trintignant-nak, hogy lehet, hogy pillanatnyilag nincs valami jól, de ha ezt a filmet nem vállalja el, akkor még rosszabbul lesz. És valóban igaza lett Ménégoznak, mivel Trintignant saját elmondása szerint a forgatás után nem lett rosszabbul“. Haneke később elmondta, hogy a Szerelem Trintignant nélkül soha nem készült volna el.
A női főszereplő, Anne szerepére Haneke Emmanuelle Rivát kérte fel. A francia színésznő Haneke "fiatalkori álma" volt, miután látta őt egyik kedvenc filmjében, a Szerelmem, Hirosima (1959) című filmben. Rivát „mindig is rendkívülinek“ tartotta, de Alain Resnais játékfilmje után elvesztette szem elől. A szereplőválogatáson Haneke kizárta az összes olyan francia színésznőt, akiket korábbi filmjei A zongoratanárnő és a Caché kapcsán már meghallgatott és akiket nem talált megfelelőnek. Egyre csak a  Hiroshima, mon amour fiatal színésznője ugrott be neki, akit végül meg is nézett a rendes szereplőválogatás során a konyhai rohamjelenetben („Amikor szereplőválogatást tartok, mindig a legnehezebb jelenetet veszem elő, hogy biztos lehessek benne, hogy a színész hajlandó elmenni a végsőkig.“) és akit Haneke rendkívül gyorsan le is szerződtetett. A rendező szerint Riva nyújtotta a legjobb teljesítményt a próbafelvételeken, egy zongoratanárnő tekintélyét sugározta és tökéletesen illett Trintignant-hoz. Ők ketten évtizedekkel ezelőtt már játszottak együtt filmben Gianni Puccini Io uccido, tu uccidi epizódfilmjéban (1965, La donna che viveva sola epizód). A forgatásra Riva megtanult zongorán játszani.

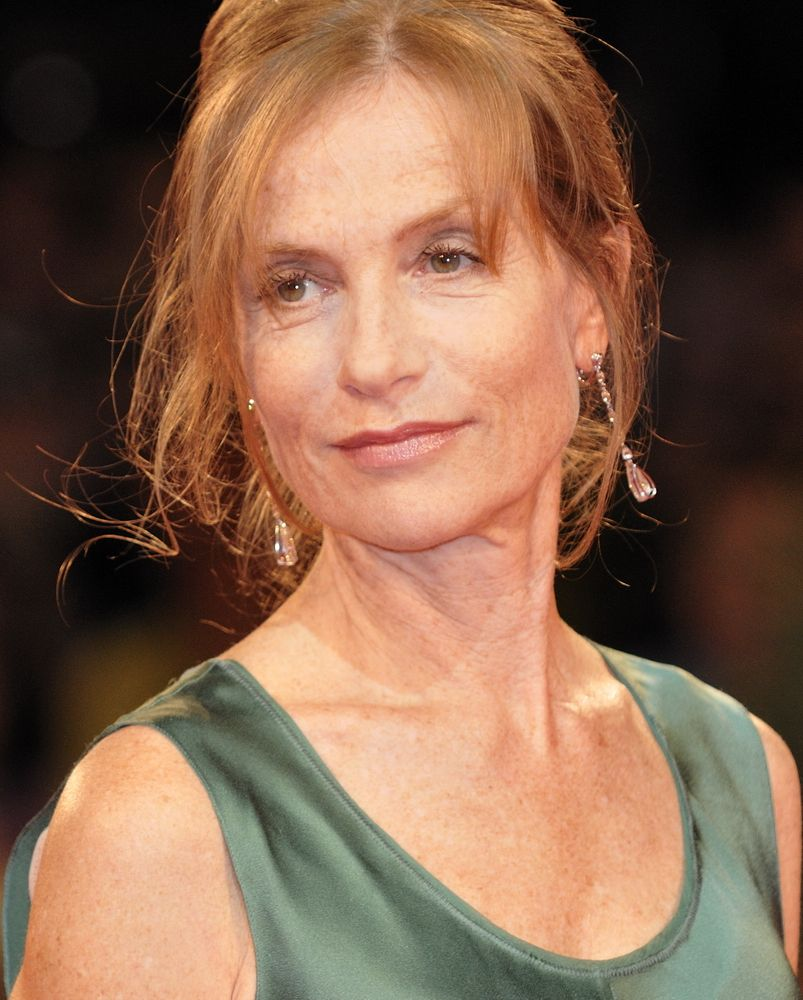
Isabelle Huppert alakítja Trintignant és Riva filmbeli lányát.

A házaspár lányának mellékszerepét Haneke Isabelle Huppert-re bízta, aki már játszott főszerepeket A zongoratanárnő és a Farkasok ideje (2003) című filmjeiben. A korábbi zongoratanítvány szerepére az ismert zongoraművész Alexandre Tharaud-t kérték fel, aki Haneke szerint a felkért muzsikusok közül a legjobb színészi alakítást nyújtotta és maga játszotta a filmben hallható zongoradarabokat is.

### A forgatás
A forgatások a TSF-Filmstudiókban zajlottak Épinay-sur-Seine-ben, Párizstól északra. Riva és Trintignant magas korára tekintettel – már mindketten betöltötték a nyolcvanat – hosszabb, nyolc hetes forgatási ütemtervet készítettek, hogy a színészek, ha esetleg szükségessé válna, szünetet is tarthassanak. Riva és Trintignant saját elmondásuk szerint már a forgatás megkezdése előtt mintegy húsz héttel találkoztak és sokat beszélgettek a szerepeikről. „Az első pillanattól fogva úgy éreztük Emmanuelle-lel, mintha már 60 éve együtt volnánk […] Volt valami érzékenység köztünk, amit nem lehet elmagyarázni – természetesen.“, mondta Trintignant.
Georges és Anne teljes lakását a belső udvarral együtt stúdiódíszletként építették fel. A forgatókönyv megírása során Haneke saját szüleinek bécsi lakása alaprajzát használta fel, amelyet ennek megfelelően fel is építettek, de francia bútorokkal rendeztek be. Hanekét, akinek nevelőapja karmester és zeneszerző volt, segítette a részletek kidolgozásában a már ismert „helyrajz“, miközben a cselekménynek magának egyáltalán semmi köze nincs a szülei történetéhez. Ezzel egyidejűleg a rendező a „previzualizáláson“ dolgozott, és minden egyes beállítást megtervezett otthonában egy modell segítségével. A díszleteken a rendező először dolgozott a Franciaországban élő spanyol Jean-Vincent Puzos-szal (többek között Lord of War / A fegyvernepper, I.e. 10.000). Puzos tömör tölgyfából készíttette el a könyvtárat Georges és Anne lakásában, miközben Haneke a könyveket téma és ábécé szerint sorba rakatta, noha a címeket egyetlen közelképen sem lehet kiolvasni. Puzos eredeti ablakokat és régi parkettát építtetett be a díszletekbe, amiket hangszigetelő anyaggal tompítottak. Hogy egy liftet is be tudjanak szerelni, a színpadot mintegy öt méterrel a stúdió padlószintje fölé építették. Haneke felesége is hozzájárult a film díszleteihez. Operatőrnek a francia Darius Khondjit szerződtették, aki korábban már dolgozott együtt Hanekével a Funny Games U.S.-ben (2007). Mivel Haneke hangsúlyt helyezett a lehető legrealisztikusabb megvilágításra, Khondji elektronikusan szabályozható lámpákat használt. Khondji ugyanakkor rávette a rendezőt, hogy ARRI Alexa digitális kamerákat használjanak.
Haneke a Szerelem jeleneteit túlnyomórészt kronologikus sorrendben forgatta. Jean-Louis Trintignant, aki egyszer félig komolyan megkérdezte Hanekét, hogy fizikai állapota miatt nem cserélhetne-e szerepet Rivával, a koránál fogva időnként emlékezési zavarokkal és mozgási nehézségekkel is küzdött. Trintignant később kijelentette, hogy soha nem dolgozott még olyan igényes rendezővel, mint Haneke.
A galambos jelenet forgatása közben, ami két napig tartott, Trintignant elesett és eltörte a csuklóját. A sérülés miatt nagyon oda kellett figyelni a még hátralévő gyilkossági jelenetre. Haneke asszisztensével próbálta el a jelenetet, hogy ne látsszon Trintignant bedagadt keze.
Emmanuelle Riva a stáb egyetlen tagjaként a filmstúdió közelében töltötte minden idejét. Saját elmondása szerint nagyon jól tudott azonosulni Anne szerepével. Riva elmondása szerint hihetetlen bizalmat és magabiztosságot érzett a Hanekével folytatott együttműködés során. Hogy a szerepe szerint az agyvérzést követő beszédképtelenséget hitelesen tudja ábrázolni, egy fogorvostól beszereztek egy kis segédeszközt. Ezenkívül Riva egy vattadarabot is tett a szájába, hogy ajkai az agyvérzést követően deformáltabban tűnjenek. A film tragikus hangulatát Riva elmondása szerint személyesen nem vette magára. Ugyanakkor Haneke szerint a zuhanyozós jelenetben nehézséget jelentett, hogy meztelen testét csak a betegápoló takarta ki. Haneke kétszer gyorsan felvette a jelenetet, hogy a színésznő számára kínos helyzetet minél jobban lerövidítse.
Isabelle Huppert mindkét főszereplővel dolgozott már korábban. Trintignant feleségét alakította Michel Deville krimijében a Mély vizekben (1981). 2000-ben az avignoni színházi fesztiválon Jacques Lassalle feldolgozásában Euripidész Médeiájában alakította a főszerepet, miközben Riva volt a korinthoszi asszonyok egy főre csökkentett kórusa. Huppert-t Riva saját édesanyjára emlékeztette, és sokszor juttatta eszébe saját édesanyját.

### Utómunkálatok
Haneke utólag elégedetlen volt a digitális kamera képeivel, amelyek szerinte túl rosszul sikerültek. Hasonló gondja már korábban is akadt a digitális technikával, amikor Christian Bergerrel forgatta a Rejtélyt. A Szerelem esetében sok vitára került sor Khondji és Haneke között. A nem megfelelő élesség miatt a teljes képanyagot digitális utómunkálatoknak vetették alá. A Khondji által elvégzett színkorrekció után Haneke még hetekig dolgozott az anyagon Bécsben.
Haneke Franz Schubert szerzeményeit, köztük a harmadik Impromptut használta fel filmzenének. Mivel a zene a filmben többször megszakad („Ez egy olyan metafora, amely erőltetés nélkül működik.“), ezért először arra gondolt, hogy filmjének a La musique s’arrête („A zene megszakad“) címet adja. A Szerelem címet Haneke a főszereplő, Jean-Louis Trintignant ösztönzésére adta, aki ezt a forgatókönyv elolvasása után javasolta, mivel a történet annyira a szerelem körül forog.

## Fogadtatás

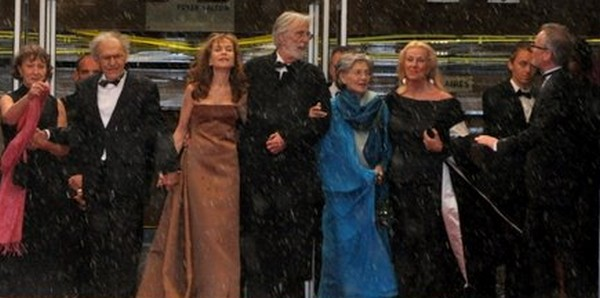
Haneke a Szerelem szereplőivel cannes-i filmfesztiválon (2012)

A cannes-i filmfesztiválon az ősbemutató után a Szerelem a szakmai kritikusoktól egyöntetű dicséretben részesült. A produkcióról mint a fesztivál fődíjának nagy esélyeséről beszéltek, amelyet Haneke a 2009-es cannes-i filmfesztiválon már egyszer megnyert a Fehér szalaggal. A Szerelem a brit Screen International kritikai lapban Cristian Mungiu Dombokon túl (După dealuri) című filmjével együtt szerepelt a legjobbak között (3,3 a lehetséges négy csillagból). A francia szakmai kritikusok szerint is a Szerelem volt az a film, amelyik a leginkább esélyes az Arany Pálmára.
Thomas Sotinel (Le Monde) megjegyezte, hogy Haneke még sosem volt ennyire realista, mint a legújabb filmjében és dicsérte mindkét főszereplő alakítását. Mint korábbi eredeti munkáiban is, a forgatókönyv alapos megfigyeléseivel tűnik ki, amelyeket azután a történet és a szereplők szolgálatába állít. A színek virtuóza, Darius Khondji operatőri feladatát „józanul“ látta el, behatárolt, letompított palettát használt. A Le Figaro rövid kritikájában „klinikai képekre“ és a napi skiccekre hivatkozik, Trintignant teljesítményére a „királyi és megdöbbentő“ jelzőket használja. A Szerelmet mégsem tartja Haneke legjobban sikerült művének.
Hasonlóan dicsérő kritikákat kapott a film a német nyelvű szakmai kritikusoktól. Verena Lueken, a (Frankfurter Allgemeine Zeitung) rövid kritikája szerint Haneke saját jövőjébe tekint előre és diszkréten mutatja be, mi maradhat az intimitásból. „Semmilyen vérfürdő nem volt képes olyan megdöbbenést kiváltani a kétezer-háromszáz nézőből, mint Haneke azzal a jelenettel, amelyben Anne-t fürdetik.“ foglalja össze Lueken. Susan Vahabzadeh (Süddeutsche Zeitung) a Szerelmet Haneke többi francia filmjéhez hasonlóan „némileg lágyabbnak“ tartja, szemben a rendező osztrák produkcióival. A rendező a házaspár arcaival a „szörnyű, könyörtelen természetet“ jeleníti meg a filmvásznon, amelynek parancsa, „hogy minden ami él, egyszer meghal“. „[…] minden egyes kép, minden beállítás és minden párbeszéd “ tovább gazdagítja a történetet, „amely a nézőt egészen könnyedén és nagyobb 	feltűnés nélkül velőig hatóan rázza meg.“, írja Vahabzadeh.
2012 szeptember elején az Osztrák Film- és Zeneipari Szakszövetség által összeállított zsüri a Szerelmet jelölte az Osztrák Filmbizottság hivatalos Oscar-jelöltjének a legjobb idegen nyelvű film kategóriában. A zsüri szavazása szerint a film „virtuózan megírt, formájában erős kamaradarab.“ Jean-Louis Trintignant és Emmanuelle Riva segítségével Haneke „egy együtt megöregedett házaspár kilátástalan szerelmi történetét sűríti egy esettanulmányba“. Az eredmény „kompromisszummentes, egyformán megdöbbentő és megrázó“. Elvileg Franciaország és Németország mint részt vevő országok is jogosultak lettek volna a filmet saját Oscar-jelöltükként javasolni. Franciaország végül az Életrevalókat, Németország pedig a Barbarát nevezte.

## Fontosabb díjak, elismerések
- 2012: Cannes-i fesztivál – Arany Pálma
- 2012: Európai Filmdíj – Legjobb európai film, Legjobb rendező, legjobb férfi főszereplő (Jean-Louis Trintignant), legjobb női főszereplő (Emmanuelle Riva)
- 2012: FIPRESCI Nagydíj
- Durban International Film Festival: Legjobb Film
- New York Film Critics Circle Award|New York Film Critics Circle Award: Legjobb külföldi film
- National Board of Review|National Board of Review Award: Legjobb idegen nyelvű film
- Boston Society of Film Critics|Boston Society of Film Critics Award: Legjobb női főszereplő (Emmanuelle Riva), Legjobb idegen nyelvű film
- New York Film Critics Online Award: Legjobb női főszereplő (Emmanuelle Riva), Legjobb idegen nyelvű film
- Los Angeles Film Critics Association|Los Angeles Film Critics Association Award: Bester Film, Legjobb női főszereplő (Emmanuelle Riva)
- Washington DC Area Film Critics Association Award: Legjobb idegen nyelvű film
- Las Vegas Film Critics Society Award: Legjobb idegen nyelvű film
- Kansas City Film Critics Circle|Kansas City Film Critics Circle Award: Legjobb idegen nyelvű film
- San Francisco Film Critics Circle Award: Legjobb idegen nyelvű film, Legjobb női főszereplő(Emmanuelle Riva)
- Toronto Film Critics Association Award: Legjobb idegen nyelvű film
- Chicago Film Critics Association|Chicago Film Critics Association Award: Legjobb idegen nyelvű film
- Dallas-Fort Worth Film Critics Association Award: Legjobb idegen nyelvű film
- Oklahoma Film Critics Circle Award: Legjobb idegen nyelvű film
- 2013: Golden Globe-díj – Legjobb idegen nyelvű film
- 2013: César-díj – Legjobb film, legjobb rendezés (Michael Haneke), legjobb férfi főszereplő (Jean-Louis Trintignant), legjobb női főszereplő (Emmanuelle Riva), legjobb eredeti forgatókönyv (Michael Haneke)
- 2013: Oscar-díj – Legjobb idegen nyelvű film
- 2013: BAFTA-díjak: Legjobb idegen nyelvű film, Legjobb női főszereplő (Emmanuelle Riva)
- National Society of Film Critics|National Society of Film Critics Award: Legjobb film, legjobb rendezés, legjobb női főszereplő(Emmanuelle Riva)
- Critics’ Choice Movie Awards 2013|Critics’ Choice Movie Award: Legjobb idegen nyelvű film
- Golden Globe Awards 2013|Golden Globe Award: Legjobb idegen nyelvű film
- Bayerischer Filmpreis: Rendezői díj Michael Haneke
- Prix Lumière: Legjobb film, legjobb férfi főszereplő (Jean-Louis Trintignant), Legjobb női főszereplő(Emmanuelle Riva)
- London Critics’ Circle Film Award: Bester Film, Legjobb női főszereplő (Emmanuelle Riva), Legjobb forgatókönyv
- Guldbagge: Legjobb külföldi film
- Der Papierene Gustl: Az év legjobb filmje
- Independent Spirit Award: Legjobb külföldi film

## Magyar nyelvű ismertetők, kritikák
- Popcorn&Soda
- Filmtett
- Trintignant diadalmas visszatérése Haneke filmjében
- Revizor

## Fordítás
- Ez a szócikk részben vagy egészben  az    Amour (2012 film)  című angol Wikipédia-szócikk ezen változatának fordításán alapul.  Az eredeti cikk szerkesztőit annak laptörténete sorolja fel. Ez a jelzés csupán a megfogalmazás eredetét és a szerzői jogokat jelzi, nem szolgál a cikkben szereplő információk forrásmegjelöléseként.
- Ez a szócikk részben vagy egészben  a    Liebe (2012) című német Wikipédia-szócikk ezen változatának fordításán alapul.  Az eredeti cikk szerkesztőit annak laptörténete sorolja fel. Ez a jelzés csupán a megfogalmazás eredetét és a szerzői jogokat jelzi, nem szolgál a cikkben szereplő információk forrásmegjelöléseként.